# 柳傳志
柳 傳志（りゅう でんし、リウ・チャンジ、拼音: Liǔ Chuánzhì、1944年4月29日 - ）は、中国の実業家。レノボ創業者である。

## 来歴
1944年4月29日、中国共産党党員だった柳谷書の一人息子として江蘇省鎮江市に生まれる。
高等学校卒業の1962年、空軍パイロットを志願して必要な試験や検査すべてに合格するが、革命期に父があげた功績にもかかわらず右派として非難された親戚があることを理由に、入隊がかなわなかった。同年秋、西安軍事通信工学研究所（現・西安電子科技大学（英語））に入学すると、政治および階級の背景から志望した研究課題ではなく、レーダー研究に割り当てられる。在学中、計算機科学の入門編を学ぶ。
文化大革命中の1966年、同級生に革命反対を説き「知識分子」と名指されてマカオ近郊の州営の水田に下放され、さらに湖南省の改造農園に移送された。1970年に北京に戻ると、メインフレームコンピュータ第104号、第109号、第111号を開発した国立防衛技術産業アカデミーの第4研究所で科学研究に従事し、技師長の職を得て第757号の開発にあたる。1984年に中国科学院の人事部幹部に昇進。
1984年、中国科学院計算所新技術発展公司（レノボの前身）を設立し、会長兼CEOを務め、1988年6月に香港聯想電脳公司を設立し、1989年11月に香港聯想集団公司に改称して香港で独自ブランドを発売した。

## 栄誉栄典

### 外国の勲章、褒賞
- イタリアの星勲章指揮官勲章　イタリアで2016年6月3日に公布[3]され、2017年2月21日、在中国イタリア大使館（北京）にて叙勲[4]。